# サンクトペテルブルク交響楽団
サンクトペテルブルク交響楽団（露: Академический симфонический оркестр Санкт-Петербургской филармонии、英: St.Petersburg Academic Symphony Orchestra）は、ロシア・サンクトペテルブルクを本拠とするロシアのオーケストラ。サンクトペテルブルク・フィルハーモニア協会付属の2つのオーケストラのうちの1つ。本来は「サンクトペテルブルク・フィルハーモニー交響楽団」と同名称であるが、混乱を避けるため便宜上「サンクトペテルブルク交響楽団」と呼ばれている。

## 概要
1931年に、サンクトペテルブルク放送のオーケストラとして設立。ソ連時代には「レニングラード交響楽団」と呼ばれていた。
1953年に、レニングラード・フィルハーモニア協会の傘下となる。歴代の首席指揮者をアルヴィド・ヤンソンス、ユーリ・テミルカーノフらが務めた。1977年から2018年までアレクサンドル・ドミトリエフが芸術監督兼首席指揮者を務め、現在はウラディーミル・アリトシュレルが首席指揮者を務めている。
レコーディングとして、ドミトリエフ指揮でチャイコフスキーとラフマニノフの交響曲シリーズや、小松一彦指揮で貴志康一作品集などがある。

## 来日公演
日本でも何度か公演しており、特に2007年秋に、東京・日比谷公会堂で井上道義が行ったショスタコーヴィチ交響曲連続演奏会において、最初の4回のコンサートで1～3、5～7、10、13番の8作品をまとめて上演したことが大きな話題となった。